# Tomasz Percy (1528–1572)
Thomas Percy (ur. w 1528 w Petworth, zm. 22 sierpnia 1572 w Yorku) – siódmy earl hrabstwa Northumberland, błogosławiony Kościoła katolickiego, ofiara przesladowań antykatolickich.

## Życiorys
Był najstarszym synem sir Thomasa Percy'ego. Gdy Percy miał 8 lat, jego ojciec został stracony. Był bratankiem Henry'ego Percy (szóstego earla Northumberland), który miał romans z Anną Boleyn. Thomas Był żonaty z Lady Anne Somerse, z którą miał pięcioro dzieci. Stracony przez ścięcie.
Został beatyfikowany przez papieża Leona XIII 13 maja 1895 roku.
Otaczany jest szczególnym kultem w diecezji Hexham, Leeds i Middlesborough.
Wspomnienie liturgiczne przypada w dies natalis.